# Wieltje Farm Cemetery
Wieltje Farm Cemetery is een Britse militaire begraafplaats met gesneuvelden uit de Eerste Wereldoorlog, gelegen in het Belgische dorp Sint-Jan, een deelgemeente van Ieper. De begraafplaats ligt 2,6 km ten noordoosten van de Ieperse Grote Markt en is vanaf de weg bereikbaar via een graspad van 180 m. Ze werd ontworpen door Arthur Hutton en heeft een rechthoekig grondplan met een oppervlakte van 480 m². Het terrein is omgeven door een bakstenen muur en vlak bij de toegang staat het Cross of Sacrifice. Het onderhoud wordt verzorgd door de Commonwealth War Graves Commission. 
Er worden 116 soldaten herdacht waarvan 10 niet geïdentificeerd konden worden.

## Geschiedenis
Deze begraafplaats werd genoemd naar een nabijgelegen boerderij in de wijk Wieltje. Tijdens de Derde Slag om Ieper, in juli en augustus 1917, werd deze begraafplaats gebruikt door gevechtseenheden van vooral de 2nd/4th Gloucesters.
Er worden 116 doden herdacht, waaronder 113 Britten (waarvan er 10 niet geïdentificeerd konden worden), 1 Canadees, 1 Nieuw-Zeelander en 1 Duitser. Voor 20 doden werden Special Memorials opgericht omdat hun graven door artillerievuur werden vernietigd en niet meer gelokaliseerd konden worden.
De begraafplaats werd in 2009 als monument beschermd.

## Onderscheiden militair
- A.H. Godfrey, compagnie sergeant-majoor bij de Royal Engineers werd onderscheiden met de Distinguished Conduct Medal (DCM).